# نگخوود
نگخوود (به لاتین: Niechłód) یک روستا در لهستان است که در گمینا شوینچیخووا واقع شده‌است.